# Marialfredo Sbriziolo
Marialfredo Sbriziolo (Udine, 19 dicembre 1922 – Napoli, 2014) è stato un architetto e docente italiano. 

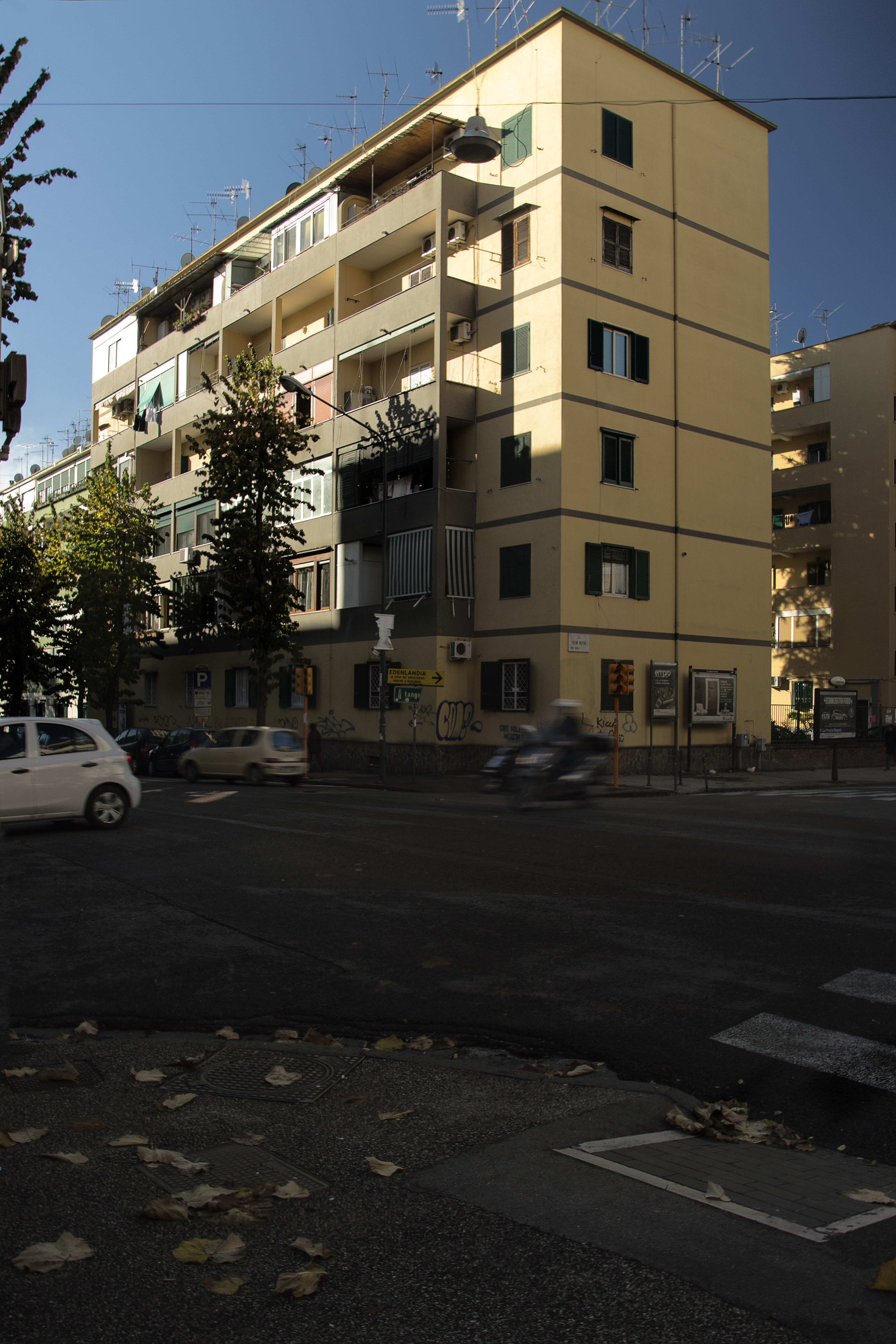
Uno degli edifici del Rione Gemito, insieme a Marcello Canino (1946/1948)

Protagonista, insieme ad altri giovani esponenti della sua epoca, della ricostruzione post-bellica della città e conseguentemente del razionalismo italiano più maturo in grado di assorbire influssi non più vincolati dalla cultura razionalista italiana del primo dopoguerra. Le sue influenze si rintracciano in quelle che furono il razionalismo di Giuseppe Terragni, Figini e Pollini e Giuseppe Pagano, dalle istanze dell'architettura organica nordica di Alvar Aalto e dalle suggestioni sensuali latine di Lúcio Costa, Oscar Niemeyer e del modernismo brasiliano in genere. Il suo lavoro, poco riconosciuto dalla critica novecentesca, sia locale che nazionale, è stato determinante nel definire all'interno del caleidoscopio delle tendenze stilistiche italiane del secondo dopoguerra quell'approccio non unidirezionale della cultura architettonica italiana ancora dominato dalla presenza del razionalismo italiano puro.

## Biografia
Nato ad Udine da genitori di origine siciliana emigrati in Friuli-Venezia Giulia, dove il padre, l'ingegnere Michele Sbriziolo, ricoprì per lungo tempo l'incarico presso il Commissariato dei danni di Guerra. Dopo pochi anni nacque anche la sorella Eirene, anch'ella architetto e più tardi deputato della Repubblica Italiana nelle file del P.C.I.. La famiglia inizialmente si trasferì a Trento per nuovi incarichi assunti dal padre e infine ritornarono a Napoli, città dove il nonno ricoprì la cattedra di Chimica all'Università di Napoli, e nella sua ultima destinazione che sviluppò tutta la sua vita professionale e privata. Dopo la maturità scientifica conseguita presso il Giambattista Vico, nel 1940 s'iscrisse alla facoltà di architettura dell'ateneo partenopeo. Nella fase accademica strinse rapporti con i docenti, in particolare con Marcello Canino dove in seguito divenne suo assistente, e con i colleghi di corso Michele Capobianco, Arrigo Marsiglia, Gerardo Mazziotti su tutti e altri come Steno Paciello e Marcello Angrisani. La frequentazione della facoltà durante gli anni della Seconda Guerra Mondiale furono i più complessi per un'intera generazione di architetti italiani, la chiamata alle armi comportò in un solo colpo lo sfollamento forzato delle sedi universitarie italiane, ad aggiungersi a questa incombenza ci furono gli episodi dei bombardamenti alleati che non garantivano la continuità delle lezioni per i pochi rimasti, il rischio di rastrellamenti e allontanamenti forzati per le funeste leggi razziali del 1938 e, infine, le persecuzioni politiche nei confronti degli antifascisti dichiarati. Anche Sbriziolo fu chiamato alle armi, interrotto dopo l'Armistizio di Cassibile, consentendogli di conseguire la laurea col massimo dei voti nel 1945.

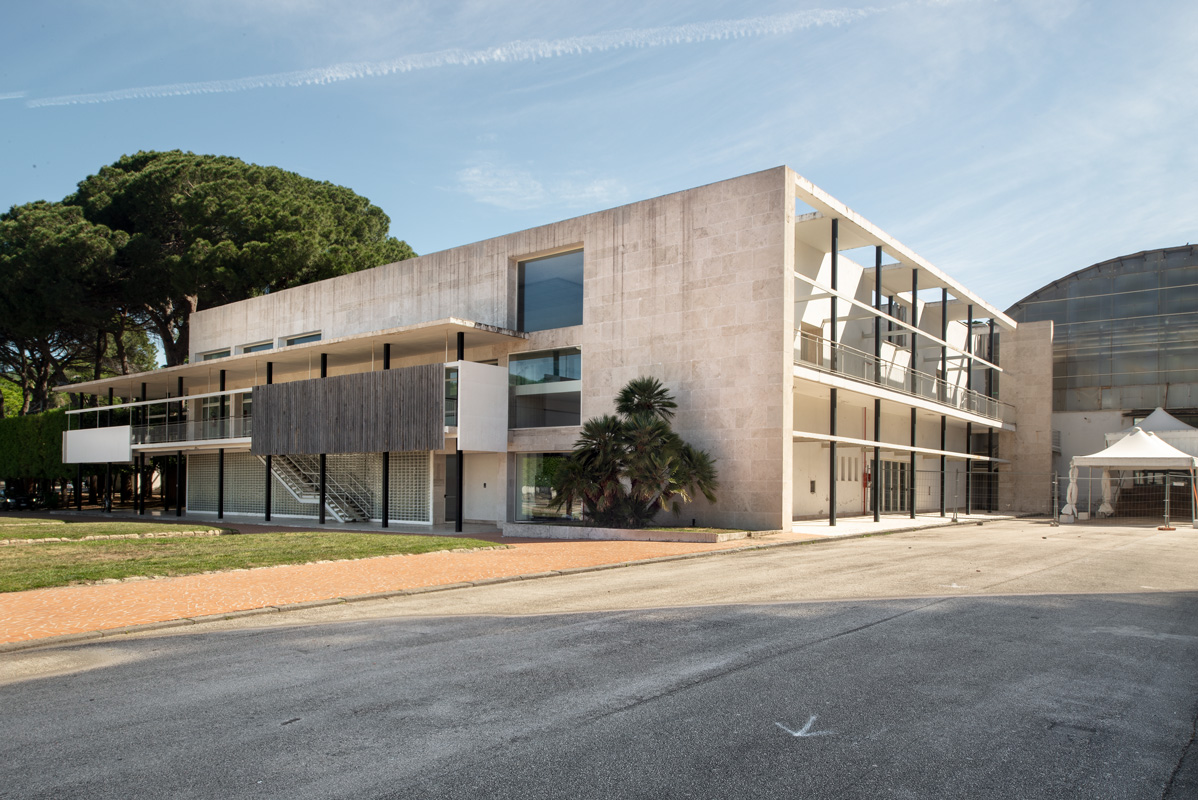
Padiglione dell'America Latina, 1948-1952, con Arrigo Marsiglia e Michele Capobianco

La laurea coincise con la chiusura della guerra in Italia e quindi con la necessità di reperire forze di ogni genere per avviare la ricostruzione di un Paese senza più infrastrutture, case, industrie e servizi di ogni ordine e grado. Il suo esordio avvenne immediatamente dopo aver conseguito il titolo partecipando al concorso IACP di Napoli per l'edificazione del nuovo Rione Cesare Battisti alla via della Stadera. Il concorso fu vinto da tre gruppi indipendenti tra loro guidati da Luigi Cosenza e Francesco Della Sala per il gruppo vincitore; da Francesco Di Salvo e Giantristano Papale per il secondo classificato; dal Nostro e Ezio De Felice per il terzo classificato. Il concorso rappresentò per la vita civile e politica della terza città della penisola una boccata di aria fresca, avviando la grande stagione per la ricostruzione di opere pubbliche con l'indizione di numerosi concorsi di progettazione e creando di fatto un vasto terreno di confronto con i nuovi linguaggi espressivi dell'architettura e dell'urbanistica europea e mondiale di quel periodo storico molto intenso. Il lotto C del Cesare Battisti, affidato al gruppo De Felice - Sbriziolo - Zingarelli è caratterizzato da un linguaggio marcatamente funzionalista dove la distribuzione interna degli alloggi è separata tra la zona giorno e la zona notte, differentemente dagli altri due lotti vincitori del concorso. L'esperienza del concorso di progettazione indetto dallo I.A.C.P. di Napoli divenne l'occasione per il lancio professionale di Sbriziolo come professionista di spessore nelle vicende urbane della città di Napoli e della sua provincia partecipando anche ad altre tipologie di lavori pubblici non solo inerenti alla riedificazione di interi caseggiati popolari per far fronte alla penuria di alloggi distrutti dai bombardamenti.
Nel 1948, pochi anni dopo la prima esperienza corale di Poggioreale, fu incaricato, dopo aver vinto il secondo posto al concorso-appalto, per la realizzazione del Rione Gemito al Vomero. Il lavoro venne vinto dal suo ex professore Marcello Canino. Come era solito all'epoca i vincitori dei concorsi venivano premiati tutti insieme onde evitare problemi di natura giuridica sull'andamento delle procedure concorsuali e favorire una realizzazione delle opere appaltate in tempi ragionevoli proprio per scongiurare ritardi di consegna ai destinatari. Il rione fu realizzato impiegando la maglia fondazionale già impostata precedentemente alla Guerra e impiegando materiali in economia per le ristrettezze produttive dei prodotti edili negli anni immediatamente successivi alla fine della guerra e prima della stabilizzazione della produzione industriale a partire dal decennio successivo. L'immagine finale dell'intervento è quello di un complesso residenziale dall'impianto razionale ma molto tradizionale nell'articolazione, rendendolo, col passare del tempo, un quartiere abbastanza anonimo e senza particolari spunti compositivi tipici della nuova edilizia post-bellica. Immediatamente dopo alla partecipazione della realizzazione del rione vomerese, aprì studio con Capobianco e Marsiglia che restò attivo per circa quattro anni partecipando a diversi concorsi. Uno dei quali fu quello della Stazione di Napoli Centrale, aggiudicandosi il secondo premio. Il lavoro più rappresentativo dello studio fu la ricostruzione e il riallestimento del Padiglione dell'America Latina alla Mostra d'Oltremare. Eseguito tra il 1948 e il 1951, rappresentò per l'architettura napoletana del dopoguerra uno degli edifici paradigmatici del nuovo modernismo, attraverso la sua slanciata pensilina, venendo pubblicato su diverse prestigiose riviste specializzate. Il trio progettò anche un condominio nel Parco Comola-Ricci, uno dei rari interventi di edilizia privata eseguita da Sbriziolo.

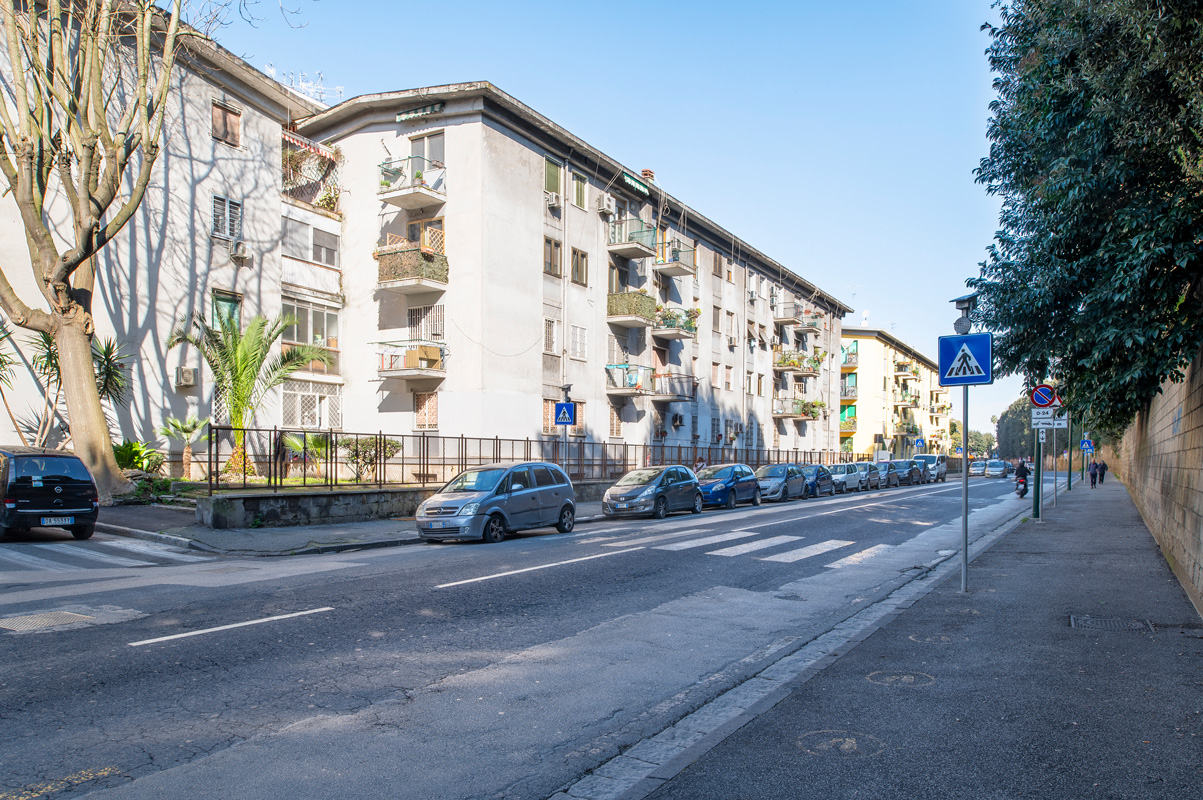
Rione Lieti (Casmez), 1955-1960, con Gerardo Mazziotti e Renato d'Ambrosio

Gli anni Cinquanta rappresentarono un periodo molto felice professionalmente. Dopo lo scioglimento del sodalizio professionale costituito con gli amici Capobianco e Marsiglia con i quali ebbe rapporti di stima anche successivamente, progettò un padiglione, sempre all'interno del parco della Mostra d'Oltremare, per la Cassa del Mezzogiorno insieme ad Ezio De Felice, già suo cognato in quanto marito della sorella Eirene. Curò l'allestimento interno, nel 1952, dell'ex Cinema Arlecchino. Nel decennio partecipò in gruppo a numerosi interventi per la ricostruzione dei quartieri residenziali pubblici, sia per conto dell'istituto INA-Casa e per lo I.A.C.P. Tra i più significativi interventi di questo periodo sono da segnalare il terzo lotto per il Rione La Loggetta con Renato D'Ambrosio; il quartiere Secondigliano INA - Casa, in gruppo coordinato da Carlo Cocchia e il Rione INA - Casa in Via Domenico Fontana, sempre in gruppo. Per la Cassa del Mezzogiorno, progettò insieme a Mazziotti il rione Capodimonte di fronte al Parco di Capodimonte, dove nel 1960 progettò la scuola elementare per l'intero agglomerato. L'ultima esperienza concorsuale fu quella per le case a torre e in linea in Via Giustiniano nelle opere di completamento del Rione Traiano, in collaborazione con Franco Tortorelli. Nel 1957 vinse il concorso, insieme ad un folto gruppo di progettisti capitanato da Carlo Cocchia, Franco Jossa e Gerardo Mazziotti, per il nuovo Centro Idrotermale del Solaro a Castellammare di Stabia. In fase definitiva ad ognuno dei componenti del gruppo di progettazione dell'intero parco termale fu affidata una porzione da eseguire, Sbriziolo si dedicò al blocco delle Cure Idropiniche, nel quale superò le forme bloccate del razionalismo per abbracciare il linguaggio organico di matrice scandinava per un migliore inserimento nel contesto naturale del parco.
Negli anni Sessanta la sua attività fu maggiormente diradata e nel 1967 progettò quello che doveva essere l'ospedale Psichiatrico di Benevento dopo averne vinto il concorso. Nel 1973 ricoprì l'incarico di docente di Scenografia presso la Facoltà di Architettura di Napoli e dal 1975 quello di professore di composizione architettonica, ottenendo nel decennio successivo gli venne confermato l'incarico come professore associato. Ritiratosi, negli anni della vecchiaia, a vita privata si dedicò con maggior propensione alla sua passione, la pittura.

## Progetti principali
Elenco esaustivo dei principali lavori.
- 1945 - 1947 Rione Cesare Battisti I.A.C.P., via Stadera, Napoli (Terzo posto, lavoro eseguito). Lotto C con Ezio De Felice e Zingarelli
- 1946 Concorso Rione Luzzati I.A.C.P., Napoli (non vinto);
- 1948 - 1951 Rione Gemito, via Gemito, Napoli (Secondo posto, lavoro eseguito). Insieme a Marcello Canino;
- 1948 - 1951 Padiglione dell'America Latina, Mostra d'Oltremare, Napoli. Insieme a Michele Capobianco e Arrigo Marsiglia;
- 1951 Allestimento e mostra per il congresso nazionale di Tisiologia, Sanatorio Principe di Piemonte, Napoli;
- 1952 Allestimento dell'Esposizione Lavoro Italiano America Latina, Mostra d'Oltremare, Napoli. Insieme a Michele Capobianco, Arrigo Marsiglia e Luigi Piccinato;
- 1952 Padiglione della Cassa per il Mezzogiorno, Mostra d'Oltremare, Napoli. Insieme a Ezio De Felice;
- 1952 Rione IACP via Traccia, Napoli;
- 1952 Cinema Arlecchino, Napoli;
- 1953 Edificio residenziale al parco Comola - Ricci, Napoli. Insieme a Michele Capobianco e Arrigo Marsiglia;
- 1954 Rione La Loggetta, Napoli. Lotto 3 con Renato D'Ambrosio;
- 1955 Rione Lieti (Cassa per il Mezzogiorno), via Lucio Amelio, Napoli. Insieme a Gerardo Mazziotti e Renato D'Ambrosio;
- 1956 Rione INA-Casa Secondigliano, via Roma verso Scampia, Napoli. Collaborazione di un vasto gruppo coordinato da Carlo Cocchia;
- 1957 - 1964 Centro Idrotermale del Solaro, Castellammare di Stabia. Insieme a Carlo Cocchia, Gerardo Mazziotti e Franco Jossa;
- 1959 - 1964 Rione Traiano, Napoli. Case in linea e a torre su via Giustiniano, insieme a Franco Tortorelli
- 1960 Rione INA - Casa di via Domenico Fontana, Napoli. In gruppo;
- 1960 Scuola Elementare per il Rione Capodimonte - Lieti, Napoli;
- 1967 Concorso e progetto per l'ospedale psichiatrico di Benevento (vinto ma non realizzato);
- 1983 Istituto scolastico in Via San Domenico, Napoli. Insieme a Cesare Ulisse